# Toyokawa Yuta
Yuta Toyokawa (sinh ngày 9 tháng 9 năm 1994) là một cầu thủ bóng đá người Nhật Bản.

## Sự nghiệp câu lạc bộ
Yuta Toyokawa đã từng chơi cho Kashima Antlers và Fagiano Okayama.